# Карл Адам Петрі
Карл Адам Петрі (нім. Carl Adam Petri; 12 липня 1926 — 2 липня 2010) — німецький математик та дослідник в галузі інформатики.
Петрі винайшов названі його ім'ям «мережі Петрі» в серпні 1939 р. — у 13-річному віці — для описання хімічних процесів.[джерело?] Завдяки батьківським зв'язкам Карл Адам мав доступ до бібліотеки в Лейпцигу, де він ознайомився з (на той час забороненими) працями Ейнштейна та Гейзенберга. 1941 року батько розповів про дослідження Конрада Цузе обчислювальних машин, і Карл Адам починає збирати власний аналоговий комп'ютер.
Після завершення навчання в Томасшулє, 1944 р. був призваний до Вермахту, згодом потрапляє до британського полону.
Петрі розпочав математичні досліди в Дармштадтському технічному університеті 1950 р. Він описав мережі Петрі 1962 р. в дисертації нім. «Kommunikation mit Automaten» (взаємодія з автоматами). Працював з 1959 по 1962 рр. в Боннському університеті, отримав ступінь PhD 1962 р. від Дармштадтського університету.
Праці Петрі стали істотним внеском в розвиток паралельних та розподілених обчислень, сприяли дослідженню складних систем та потоків робіт.
1988 р. Карл Адам Петрі став почесним професором Гамбурзького університету. Офіційно вийшов на пенсію 1991 р. Був членом Європейської Академії.

## Відзнаки
- 1962 професор Альвін Вальтер розпізнав важливість праць Петрі й сприяє обранню дисертації Петрі найкращою дисертацією навчального року 1961/62.
- 1985 обраний головою регламентної комісії ICPN.
- 1988 Орден «За заслуги», першого класу.
- 1988 стає почесним професором Гамбурзького університету, до 1994 проводить семінари присвячені загальній теорії мереж.
- 1989 обраний в Лондоні членом Європейської Академії.
- 1993 Медаль імені Конрада Цузе за видатні заслуги перед інформатикою.
- 1997 Президент ФРН Роман Герцог вручив Кільце Вернера фон Зіменса за визначний внесок в розвиток технології та науки.
- Починаюсь з 1997 стає членом Нью-Йоркської Академії наук.
- 1998 «Society for Design and Process Science» вперше нагородила «Carl Adam Petri Distinguished Technical Achievement Award».
- 1999 ступінь «Doktor Honoris Causa» від Сарагоського університету.
- 2003 Королева Нідерландів нагородила «Orde van de Nederlandse Leeuw» (Орден Нідерландського льва).
- 2007 «Academy of Transdisciplinary Learning and Advanced Studies» (ATLAS) нагородила за досягнення «Academy Gold Medal of Honor»[6].
- 2009 Нагорода Комп'ютерного товариства IEEE «Піонер комп'ютерної галузі» (англ. Computer Pioneer Award)[7].